# Fares-Maathodaa
Fares-Maathodaa (Dhivehi: ފަރެސްމާތޮޑާ) es una de las islas habitadas del atolón administrativo Gaafu Dhaalu y geográficamente pertenece al atolón Huvadhoo. Fares y Maathodaa eran originalmente dos islas separadas hasta que se unieron gracias a la recuperación del paso de aguas poco profundas entre ellas durante la década de 1990. Hoy en día, unidos como uno solo, el sustento de los lugareños depende en gran medida de la pesca.

## Geografía
La isla está a 441.15 kilómetros al sur de la capital del país, Malé.